# Mário Bettencourt Resendes
Mário Waddington Bettencourt Resendes ComIH (Ponta Delgada, 1952 — Lisboa, 2 de Agosto de 2010) foi um jornalista e professor português.

## Biografia
Era filho de Rogério Waddington Moniz Resendes e de sua mulher Maria Luísa de Viveiros Bettencourt.
Quando em 1974 se deu o 25 de Abril frequentava o 5.º ano de Gestão de Empresas e Economia. Desistiu da Economia, para estudar Jornalismo em Paris. Iniciou-se como redactor estagiário no Diário de Notícias, em 1975, integrou a equipa fundadora do Jornal Novo, passou pela revista Opção, e regressou ao DN, em Novembro de 1976. Neste jornal foi, sucessivamente, redactor de Política Nacional, editor do suplemento Análise DN, coordenador de Política Nacional, Economia e Trabalho, director-adjunto, e director (1992-2003). Foi comentador político na TSF e na SIC Notícias e leccionou no Instituto Superior de Comunicação Empresarial e Relações Públicas (ISCEM), em Lisboa.
Quando em 1991 o "Diário de Noticias" foi comprado pelo grupo Lusomundo, já ele era Director do título. Cargo que manteve após o jornal passar para as mãos do grupo Controlinveste.
Assumiu, ainda, a Vice-Presidência da Comissão Directiva Europeia da Associação de Jornalistas Europeus, a Presidência da Assembleia-Geral da respectiva Secção Portuguesa e foi nomeado Membro do Conselho Consultivo dos Utilizadores da mesma (1994), pela Comissão Europeia.
À data do seu falecimento era Provedor dos Leitores do DN (desde 2007) e Porta-Voz do Movimento de Informação e Liberdade (desde 2008), com o objectivo de ser interlocutor em todos os processos de discussão de matérias de interesse para a classe dos jornalistas como a autorregulação e o acesso à profissão.
Foi galardoado com o Prémio Europeu de Jornalismo, atribuído pela Associação de Jornalistas Europeus (1993).
A 3 de Setembro de 2001 foi feito Comendador da Ordem do Infante D. Henrique.
Casou com Ana Cristina Oliveira, de quem teve um filho e uma filha, Pedro Waddington Oliveira Bettencourt Resendes e Ana Waddington Oliveira Bettencourt Resendes.
No dia 2 de Agosto de 2010, não conseguiu resistir a um cancro e faleceu.